# Pornocratie pontificale
Ne doit pas être confondu avec pornographie.
Pour le film documentaire, voir Ovidie : Pornocratie.
La « Pornocratie pontificale » fait référence à une période trouble de l'histoire de la papauté aussi appelée Saeculum obscurum (« Siècle sombre »). Cette période s'ouvre par le décès du pape Formose en 896 qui conduit tout d'abord au concile cadavérique ouvert par son successeur l'année suivante. Jusqu'à l'élection de Serge III en 904, sept à huit papes sont élus, quasiment un par an. Ainsi de 904 à la mort de Jean XII en 964, la papauté est influencée par la famille des Théophylactes. Cette période serait particulièrement marquée par la débauche des souverains pontifes et la présence de femmes, dont des courtisanes, dans les affaires ecclésiastiques.

## Définition

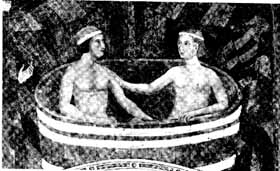
Théodora Ire et Marozie Ire.

L'emploi du terme pornocratie pontificale est attribuable au cardinal Baronius, au XVIe siècle. Les historiens allemands du XVIIIe siècle ont ensuite employé l'expression Römisches Hurenregiment signifiant « gouvernement romain des putains ». Au cours de cette période de cinquante-neuf ans, s'étalant de 904 à 963, douze papes se sont succédé sur le trône papal. Plusieurs historiens font également référence à ce moment par le terme Saeculum obscurum : le siècle sombre (888–1046).

## Histoire

### Les balbutiements
L'œuvre de Liutprand de Crémone, datant de 972, témoigne de cette période teintée des conséquences du concile cadavérique, Synodus Horrenda en latin, datant de 897 par le pape Étienne VI, où était jugé à titre posthume le pape Formose pour avoir rompu l'alliance de la papauté avec les Spolètes. L'historiographie actuelle nous permet de comprendre que l'œuvre de Liutprand de Crémone visait probablement à rectifier les torts commis envers Formose, en incriminant la classe politique romaine suivant sa condamnation en 904. Tout au long du concile cadavérique, le corps de Formose en pleine décomposition siégeait sur le trône papal revêtu de ses vêtements pontificaux. À la suite de sa condamnation, le jugement déclare son règne invalide, ce qui, par le fait même, annule tous ses actes pontificaux. Sa dépouille fut ensuite remise aux Romains puis jetée dans le Tibre. La finalité du procès, du fait de son caractère grotesque, marqua l'opinion publique qui était en faveur de Formose. Un évènement historique marquant qui caractérise le commencement de la pornocratie pontificale.

### Mise en contexte
À la suite de l'élection du pape Serge III, le sort de la papauté est remis entre les mains de l'importante famille sénatoriale romaine Théophylactes, aussi appelée Tusculani. Serge III doit son titre à Théophylacte Ier de Tusculum, le comte de Tusculum, une figure d'autorité importante du Latran. Plusieurs stratagèmes ourdis par son épouse Theodora et leurs filles Theodora la jeune et Marozie Ire permirent l'ingérence de femmes des familles de la noblesse romaine dans les affaires ecclésiastiques. Lorsque le dernier pape de la période de la pornocratie pontificale, le pape Jean XII, vint au pouvoir par l'un des fils de Marozie, les pratiques de corruption par les familles romaines riches étaient répandues. Il était alors coutumier qu'elles placent leurs enfants dans la curie en octroyant de généreux pots-de-vin, afin de les voir devenir cardinaux. Une position qui leur assurait influence, pouvoir et richesse.

## Liste des papes installés
- Serge III (904–911)
- Anastase III (911–913)
- Landon (913–914)
- Jean X (914–928), emprisonné et assassiné par Marozie Ire.
- Léon VI (928–929)
- Étienne VII (929–931)
- Jean XI (931–935), fils supposé du pape Serge III et de Marozie Ire.
- Léon VII (936–939)
- Étienne VIII (939–942)
- Marin II (942–946)
- Agapet II (946–955)
- Jean XII (955–963), fils d'Albéric II de Spolète, pape à l'âge de 18 ans.

## Femmes politiques importantes de cette période

### Théodora
Théodora, mère de Marozie Ire, mit sur le trône papal son amant Jean X (914–928). Luitprand de Crémone la qualifiait de Scortum Impudens, que l'on peut traduire par « Putain Éhontée ».

### Marozie
Marozie Ire, figure centrale de cette époque, était la fille de Théophylacte Ier de Tusculum, qui la donna comme épouse à Albéric Ier, un noble franc de Spolète. Ils eurent ensemble un fils : Albéric II. Marozie fut également la jeune maîtresse de Serge III, à qui elle donna un fils illégitime : Jean XI (931–936), favorisant celui-ci au détriment de son autre fils Albéric II. Plusieurs nominations de papes durant la pornocratie lui sont attribuées, notamment : Anastase III (911–913) ainsi que Landon (913–914). Elle aurait fait assassiner le pape Jean X (914–928), l'amant de sa mère, afin de voir son fils Jean XI accéder au siège pontifical. Marozie s'est ainsi mérité le titre de Senatrix de Rome, en raison de son rôle dans multiples élections papales. Elle aurait ensuite épousé Hugues d'Arles, le roi d'Italie, où son pouvoir sur Rome s'accentua. Albéric II, n'ayant jamais oublié son traitement défavorable, réussit à la retirer du pouvoir en 932, de même que son mari, à la suite de quoi elle fut emprisonnée.

### TheodoraIIla jeune
Peu d'informations sur Theodora II subsistent, cependant plusieurs auteurs font état de sa participation à la pornocratie, auprès de sa sœur Marozie, dans la gouvernance du territoire romain, où elle occupait une position d'influence au début de la période de la pornocratie pontificale. Elle eut un fils, qui devint le pape Jean XIII (964–972)

## Récapitulatif chronologique
- Serge III (904–911) : en 904, Serge III assassine son prédécesseur l'antipape Christophore afin d'accéder au trône papal. Son entrée au pouvoir marque le commencement de la pornocratie.
- Jean X (914–928) : amant de Théodora, il évince le pape Landon (913–914) du trône.
- Jean XI (931–936) : fils du pape Serge III et de Marozie Ire.
- Albéric II : fils délaissé de Marozie et d'Albéric Ier, il prend possession du pouvoir à Rome en 932. Il fit promettre avant sa mort de faire élire son fils Jean XII sur le siège pontifical.
- Jean XII (955–963) : fils illégitime d'Albéric II, nommé aussi Octavianus, né en 937. Il est élu pape, à la suite du décès du pape Agapet II (946–955), tel que convenu par son père Albéric II sur son lit de mort[6]. Jean XII devient ainsi le plus jeune pape de l'histoire de l'Église catholique, succédant sur le trône papal à ses 18 ans. Il est aujourd'hui connu comme étant l'un des papes les plus dévergondés de la pornocratie, marquant également la fin de cette période[1].
- Otton le Grand : figure importante de la restauration impériale où, en 963, il reprend le pouvoir de Rome, mettant fin à la pornocratie pontificale[6].
- Jean XIII (965–972) : fils de Theodora II, devient pape après la période de la pornocratie pontificale.